# Димитър Ташев (свещеник)
 Тази статия е за радовишанина, свещеник в Плевен,.  За тракийския революционер вижте Димитър Ташев.  
Протойерей Димитър Ташев Дацев е български свещеник и революционер, деец на Вътрешната македоно-одринска революционна организация.

## Биография
Роден е на 29 август 1887 година в македонския град Радовиш, тогава в Османската империя, днес в Северна Македония. Баща му Ташо Андонов Дацев е търговец и революционер от голям струмишки род, а майка му Вангелия Д. Ципушева е от Радовиш, дъщеря на възрожденеца Димитър Ципушев и сестра на революционера Коце Ципушев. Завършва II прогимназиален клас в Радовиш, след което от III клас започва да учи в Струмица. Митрополит Герасим Струмишки му осигурява стипендия за Цариградската българска семинария, която завършва с отличен успех. После със стипендия на Екзархията в 1910 година завършва Духовната академия в Киев, Русия, със степен кандидат на богословието.
Още в I курс на семинарията Ташев влиза във ВМОРО. Внася революционни вестници, а след Хуриета пренася кореспонденцията на Тодор Александров и Христо Матов, които организират Съюза на българските конституционни клубове. След завършването на Киевската акдемия в 1910 годна става учител в Сярското българско педагогическо училище. По време на изборите в 1912 година агитира за партията Свобода и споразумение, която е подкрепена от Екзархията. Няколко пъти е арестуван от младотурските власти.
При избухването на Балканската война в 1912 година е доброволец в Македоно-одринското опълчение в четата на Георги Занков и нестроева рота на 11 сярска дружина. Награден е с орден „За заслуга“
Емигрира в Плевен и е архиерейски наместник и председател на църковното настоятелство на църквата „Свети Николай“. Димитър Ташев е председател на местното македонско братство. През 1922 година основава местния клон на Илинденската организация. Делегат е на Радовишкото братство на панихида за Симеон Клинчарски провела се на Илинден 1923 година. През октомври 1924 година влиза в конфликт с централното ръководство на Илинденската организация, която го обвинява в пиянство, комар и разхищение на пари, които е събирал като архиерейски наместник и в крайна сметка е изключен от нея през 1926 година. Ръководството на ВМРО лично го призовава в писмо да се оттегли от македонските дела и да отиде в манастир.
В 1933 година Ташев участва в комисията на Великия македонски събор, изготвила деклакарцията на събора, в която се казва, че:
| „ | най-същественото условие за премахването на враждите и недоверието между балканските народи е обособяването на Македония, която днес е разпокъсана между трите държави Югославия, Гърция и България, в една самостоятелна политическа единица в нейните естествени географски граници. Идеалът е „Македония за македонците!“... С прискърбие съборът констатира, че рушители и престъпници спрямо македонското дело намират подкрепа и съдействие в българските официални политически кръгове. | “ |

Димитър Ташев умира през 1966 г. на 79-годишна възраст.